# Siegfried III. von Boyneburg
Siegfried III. von Boyneburg (* um 1050; † 1107) aus dem Hause Northeim war von 1083 bis 1107 Graf von Boyneburg.
Er war jüngster Sohn des Herzogs Otto von Bayern aus dem Hause Northeim und der Richenza von Schwaben, Tochter von Herzog Otto II.
Siegfried und sein Bruder Kuno waren 1075/76 Geiseln bei König Heinrich IV. und wurden später dessen treue Stützen. Siegfried war Graf im Hessengau, Nethegau und Ittergau, Vogt von Corvey und Northeim. Er war 1089 Richter über Markgraf Ekbert II. von Braunschweig-Meißen und sprach über ihn die Acht aus.
Er heiratete Adelheid Gräfin von Holstein.  Der beiden einziger Sohn war Siegfried IV. von Boyneburg. Ihre Tochter war Richenza von Boyneburg.